# Lagney
Lagney település Franciaországban, Meurthe-et-Moselle megyében. Lakosainak száma 498 fő (2022. január 1.). Lagney Bouvron, Lucey, Ménil-la-Tour, Sanzey és Trondes községekkel határos.

## Népesség
A település népességének változása:
| Lakosok száma | 272  | 346  | 418  | 460  | 494  | 501  | 506  | 498  | 495  | 498  |
|               | 1968 | 1982 | 1990 | 2006 | 2013 | 2015 | 2017 | 2019 | 2020 | 2022 |